# Pyro (personaggio)
Pyro, il cui vero nome è St. John Allerdyce, è un personaggio dei fumetti creato da Chris Claremont (testi) e John Byrne (testi e disegni), pubblicato dalla Marvel Comics. La sua apparizione avviene in Uncanny X-Men n. 141 (1981), che venne tradotto in italiano diviso in due parti su L'Uomo Ragno (Star Comics) n. 22-23 (1989).

## Biografia del personaggio
St. John Allerdyce era un mutante capace di controllare le fiamme, ma non di generarle. Nato a Sydney lavorava come corrispondente estero e scriveva romanzi per adulti, che non avevano molto successo. Quando la terrorista Mystica gli propose di entrare a far parte della Confraternita dei mutanti malvagi, Allerdyce accettò e assunse l'identità di Pyro. All'interno della Confraternita fece amicizia con diversi mutanti tra cui il Blob e Valanga. Uno dei primi bersagli della Confraternita è il Senatore Robert Kelly, sostenitore della causa anti-mutante, ma l'obiettivo viene fallito grazie all'intervento degli X-Men che mandano in prigione i terroristi. Ma questi evadono e si scontrano con la Donna Ragno (Jessica Drew) e i Vendicatori solamente per essere sconfitti e imprigionati nuovamente. Liberato nuovamente, Pyro e compagni vengono sconfitti da Rom e in un secondo tempo nuovamente dagli X-Men.
Poco dopo Mystica, in cambio di un'amnistia per i crimini commessi, propone al governo statunitense l'utilizzo della Confraternita, e così Pyro e compagni, sotto la supervisione di Valerie Cooper, entrano a far parte di Freedom Force. A quell'epoca Magneto aveva smesso di agire come terrorista ed era divenuto il capo degli X-Men, la prima missione di Freedom Force fu quella di catturarlo e così fecero, poiché fu lo stesso Magneto a consegnarsi di sua spontanea volontà. Successivamente Pyro e compagni riuscirono a catturare gli X-Men, ma dovettero lasciarli andare per ordini superiori.
Uno dei compiti di Freedom Force era quella di catturare i mutanti che non volevano aderire all'Atto di registrazione, come successe con Russel Collins, che fu protetto prima da X-Factor e poi dai Nuovi Mutanti ma infine catturato, assieme a Skids. Si scontrarono anche con i Vendicatori che erano stati accusati di essere dei traditori, e con gli X-Men con cui poi si allearono per fermare l'Avversario a Dallas. Freedom Force fu inviata anche sull'isola di Muir quando questa fu sotto l'assedio dei Reavers. Qui Destiny trovò la morte e questo colpì profondamente Mystica, che decise di iniziare un doppio gioco che coinvolgesse la sua squadra.
Nell'ultima missione della sua squadra, Pyro e compagni furono inviati in Iraq per liberare un importante scienziato, Reinhold Kurtzmann, ma le cose non andarono per il meglio e i mutanti furono catturati dalle Spade del deserto, ma Pyro dopo aver sconfitto Veil fuggì assieme ai compagni, eliminando nel frattempo anche lo scienziato per cui era stato inviato in missione.
Poco dopo Toad gli propone di entrare in una nuova formazione, assieme a Sauron e Phantasia, della Confraternita, che viene sconfitta da X-Force e successivamente da una X-Factor al servizio del governo statunitense. Alla fine Pyro contrae il Virus Legacy e inizia una disperata ricerca per trovare una cura. Non riuscendovi si reca in una chiesa di Brooklin e vi appicca il fuoco per poi fuggire, con l'aiuto dell'amico Valanga. Alla fine Pyro viene catturato dalla polizia e condotto in un ospedale per essere curato, qui incontra la dottoressa Cecilia Reyes, che in un momento di pietà gli consente di fuggire.
Mystica forma una nuova Confraternita, di cui Pyro non fa parte, che ha lo scopo di eliminare una volta per tutte il Senatore Kelly. Ma Pyro, cosciente delle ripercussioni sui rapporti umani-mutanti che questo gesto potrebbe comportare si reca al luogo del comizio del Senatore, e qui lo salva dall'attacco del mutante Post utilizzando le sue ultime energie. Pyro muore tra le braccia del senatore Kelly, che colpito dal gesto rinnegherà le sue idee razziste.

## Poteri e abilità
Pyro era un mutante capace di controllare e accrescere le fiamme, ma non poteva generarle. Inoltre poteva controllare solo le fiamme prodotte da una fonte esterna, donando loro delle forme semi solide, generalmente la forma di un enorme rapace simile alla Fenice. I suoi costrutti di "fuoco solido" potevano addirittura trasportare oggetti (a rischio di bruciarli, però) per lunghe distanze oltre che riuscire non solo a bruciare il bersaglio, ma addirittura a ferirlo con tagli e lacerazioni.
Più le fiamme erano grandi e potenti, maggiore era la concentrazione che Pyro necessitava. Era insensibile alle fiamme che controllava, in un raggio di 100 metri. Pyro portava spesso un lancia fiamme sulla schiena di cui controllava le fiamme prodotte.
Un altro limite dei suoi poteri è la necessità di avere un contatto visivo con le fiamme per riuscire a controllarle (ad esempio vedendo un incendio in televisione gli era impossibile manipolarlo).

## Altre versioni

### Ultimate
Ultimate Pyro differisce molto dall'originale: è un ex Morlock, e può creare le fiamme senza bisogno dei lanciafiamme. Inoltre non è immune alle fiamme, visto che il suo corpo è pieno di bruciature. Sa usare il fuoco per curarsi. Viene visto attaccare una banca per vendicare la morte di Charles Xavier, secondo lui causata da un complotto del governo e viene salvato da Nightcrawler mentre stavano per sparargli. Desideroso di unirsi agli X-Men, viene reclutato da Alfiere.

## Altri media

### Cinema
- Il personaggio fa una sola comparsa nel film X-Men (2000), interpretato da Alexander Burton.
- Pyro compare nei film X-Men 2 (2003) e X-Men - Conflitto finale (2006), interpretato da Aaron Stanford, e ha un ruolo rilevante nella trama. Ambiguo e sempre sul filo del confine tra il bene e il male, al termine di X2 decide di schierarsi nettamente con Magneto, di cui sarà uno dei maggiori sostenitori nell'episodio successivo della saga cinematografica (in X-Men - Conflitto finale afferma che ucciderebbe volentieri il professor Charles Xavier, ma è Magneto stesso a rimproverarlo per questa affermazione). Nel combattimento finale combatte contro l'Uomo Ghiaccio, e sembra avere la meglio, ma egli gli congela le mani per dargli infine una potente testata sconfiggendolo. Il nome del suo alter ego differisce leggermente dalla versione a fumetti: si chiama infatti John Allerdyce.
- Pyro compare come uno degli antagonisti nel trentaquattresimo film del Marvel Cinematic Universe Deadpool & Wolverine (2024), interpretato nuovamente da Aaron Stanford.

### Televisione
Pyro compare anche nelle serie animate dedicate agli X-men quali L'audacia degli X-Men del 1989, Insuperabili X-Men degli anni '90, X-Men: Evolution del 2003 e Wolverine e gli X-Men del 2008; fa delle comparse anche nella serie animata Super Hero Squad Show.